# Dhubri
Dhubri (en asamés: ধুবুৰী ) es una localidad de la India, centro administrativo del distrito de Dhubri, estado de Assam.

## Geografía
Se encuentra a una altitud de 34 m s. n. m. a 268 km de la capital estatal, Dispur, en la zona horaria UTC +5:30.

## Demografía
Según estimación 2010 contaba con una población de 60 544 habitantes.